# Juda ben David ibn Yahya Negro
Juda ben David ibn Yahya Negro dit Hameshorer (« le Poète ») est un poète juif des XIVe et XVe siècles (c. 1365 - c. 1420).

## Éléments biographiques
Né à Tolède, où son père David ben Guedalya ibn Yahya Negro était entré au service du roi Ferdinand, Juda fuit vers le Portugal avec son frère Salomon et leur famille pour échapper aux baptêmes sanglants de 1391, une campagne de conversion forcée orchestrée par Vincent Ferrier qui n’hésite pas à recourir aux massacres et persécutions. 
Au Portugal, Juda ibn Yahya entre au service de la reine consort Philippa de Lancastre, par le biais de laquelle il influence considérablement le roi Jean Ier. Ainsi, lorsque Vincent Ferrier requiert du roi l’autorisation de mener sa propagande anti-juive au Portugal, Jean lui répond, à l'instigation de Juda, qu’il accédera à sa requête si Ferrier accepte de se coiffer d'une couronne chauffée au rouge.
Juda ibn Yahya meurt en 1420, âgé d’environ cinquante-cinq ans. Ses descendants seront des rabbins et dirigeants influents en Italie.

## Œuvre
Juda ibn Yahya compte parmi les poètes juifs les plus importants de sa génération. Nombre de ses kinot (complaintes) où il pleure le sort des Juifs d’Espagne ont été conservées, parmi lesquelles  :
- un poème en rime continue commençant par Yehouda veIsraël,
- un poème commençant par El El asher bara
- un autre sur les persécutions à Séville, en Andalousie, Castille, Provence et Aragon
- trois autres poèmes édités dans le Divre HaYamim liBnei Yahya (« Chroniques des Ibn Yahya ») d’Eliakim Carmoly, p.12
- une kina pour le 9 av.

Juda ibn Yahya est en outre l’auteur de plusieurs responsa et de plusieurs pièces liturgiques, dont un hymne à réciter avant le baroukh sheamar et un poème inclus dans le Shekel HaKodesh, manuel de poésie de David ben Shlomo ibn Yahya (pp. 67-68).

## Source
- Cet article contient des extraits de l'article « Judah ibn Yaḥya Negro ben David » par Joseph Jacobs & Schulim Ochser de la Jewish Encyclopedia de 1901–1906 dont le contenu se trouve dans le domaine public.